# Philip Hammond

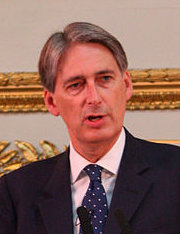
Philip Hammond, secretarul de stat la Foreign Office din 2014

Philip Hammond (n. 4 decembrie 1955, Epping, Anglia, Regatul Unit) este un om politic britanic, conservator, secretar de stat pentru afacerile externe al Marii Britanii între 14 iulie 2014- iulie 2016.
În trecut a îndeplinit funcția de secretar de stat pentru transporturi și apoi al apărării (2011-2014).

## Biografie
Philip Hammond s-a născut la Epping in Essex, ca fiu al unui inginer constructor englez. A învățat la Școala elementară Brookfield, apoi la liceul Shenfield din Brentwood, Essex, iar apoi la University College al Universității din Oxford unde a luat licența în filozofie, științe politice și economice. După 1977 Hammond a lucrat la Laboratoarele Speywood specializate în echipament medical, ajungand în 1981 director al Speywood Medical Limited. În 1982 s-a distins prin deschiderea unei întreprinderi de electrozi pentru electrocardiograme automate. Apoi a fost în 1984 director la Castlemead Ltd, iar între 1993-1995 partener de afaceri la CMA Consultants, iar din 1994 director la Castlemead Homes. A avut interese de afaceri in domeniul bunurilor imobiliare, al unor afaceri industriale, în domeniul sănătății, petrolului si gazelor. A fost trimis în mai multe rânduri în misiuni de consultare în America Latină pentru Banca Mondială. Între 1995-1997 a fost consilier al guvernului Republicii Malawi.
Deputat în Camera Comunelor din partea Partidului Conservator începând din anul 1997, din partea circumscripției Runnymede și Weybridge.
A fost cunoscut pentru anumite vederi eurosceptice și rezerve față de o poziție intervenționistă în fața activismului militar rus în Ucraina.
A făcut parte din cabinete fantomă ale lui David Cameron în 2005-2007 ca secretar la muncă și pensii, iar după 2007 la finanțe.
În mai 2010 a intrat ca ministru în primul guvern condus de David Cameron.
Ca secretar de stat la apărare, în timpul său Marea Britanie a participat la intervenția militară în Libia din anul 2011.